# Гвоздики бессарабські
Гвоздики бессарабські, гвоздика бесарабська (Dianthus bessarabicus) — вид квіткових рослин з родини гвоздикових.

## Біоморфологічна характеристика
Це багаторічна рослина 35–65 см заввишки. Чашечки червоні, догори трохи звужені, 10–20 мм завдовжки. Пластинки пелюсток 10–15 мм завдовжки. Прицвітні луски майже без вістря. Цвітіння: червень — вересень.

## Проживання
Росте в Україні й Румунії.
В Україні вид росте на пісках — на півдні Степу, дуже рідко (Одеська обл., околиці м. Кілії та с. Вилкове).